# 厄维尔·斯塔普赛蒂特
厄维尔·斯塔普赛蒂特（Akvilė Stapušaitytė，1986年3月25日—），立陶宛女子羽毛球運動員。

## 簡歷
2008年，厄维尔·斯塔普赛蒂特代表立陶宛出戰北京奥运会羽毛球女子單打比賽，首圈輪空自動晉級，但在次圈便以0比2（6-21、8-21）負於丹麥的蒂内·拉斯穆森出局。
2012年，厄维尔·斯塔普赛蒂特代表立陶宛出戰英國倫敦舉行的奥林匹克运动会羽毛球比賽女子單打項目，在小組賽階段先後以0比2負於荷蘭的姚洁和冰島的拉娜·比约·因戈尔夫斯多蒂尔，兩戰全敗出局。
2013年8月，斯塔普赛蒂特參加中國廣州舉行的世界羽毛球錦標賽，出戰女子單打項目，在首圈就以0比2（4-21、12-21）負於新加坡的顾娟出局。

## 主要比賽成績
只列出曾進入準決賽的國際賽事成績：
| 年份   | 賽事                   | 公開賽級別 | 項目     | 搭檔             | 成績   |
| ------ | ---------------------- | ---------- | -------- | ---------------- | ------ |
| 2011年 | 塞浦路斯羽毛球國際賽   | 國際系列賽 | 女子單打 | －               | 準決賽 |
| 2011年 | 冰島羽毛球國際賽       | 國際系列賽 | 女子單打 | －               | 亞軍   |
| 2012年 | 法國羽毛球國際賽       | 國際系列賽 | 女子單打 | －               | 準決賽 |
| 2012年 | 冰島羽毛球國際賽       | 國際系列賽 | 女子單打 | －               | 準決賽 |
| 2013年 | 立陶宛羽毛球公開賽     | 未來系列賽 | 女子單打 | －               | 冠軍   |
| 2013年 | 立陶宛羽毛球公開賽     | 未來系列賽 | 女子雙打 | 安妮·哈尔德·延森 | 準決賽 |
| 2014年 | 冰島羽毛球國際賽       | 國際系列賽 | 女子單打 | －               | 亞軍   |
| 2014年 | 荷蘭羽毛球國際賽       | 國際系列賽 | 女子單打 | －               | 準決賽 |
| 2014年 | 挪威羽毛球國際賽       | 國際系列賽 | 女子單打 | －               | 亞軍   |
| 2015年 | 冰島羽毛球國際賽       | 國際系列賽 | 女子單打 | －               | 準決賽 |
| 2015年 | 里加羽毛球國際賽       | 未來系列賽 | 女子單打 | －               | 亞軍   |
| 2015年 | 立陶宛羽毛球國際賽     | 未來系列賽 | 女子單打 | －               | 準決賽 |
| 2015年 | 巴西羽毛球大獎賽       | 大獎賽     | 女子單打 | －               | 準決賽 |
| 2016年 | 美國羽毛球國際賽       | 國際系列賽 | 女子單打 | －               | 準決賽 |
| 2016年 | 秘鲁羽毛球國際系列賽   | 國際系列賽 | 女子單打 | －               | 準決賽 |
| 2016年 | 巴西羽毛球國際賽       | 國際系列賽 | 女子單打 | －               | 準決賽 |
| 2016年 | 牙買加羽毛球國際賽     | 國際系列賽 | 女子單打 | －               | 亞軍   |
| 2016年 | 吉拉爾迪拉羽毛球賽     | 國際系列賽 | 女子單打 | －               | 準決賽 |
| 2017年 | 立陶宛羽毛球國際賽     | 未來系列賽 | 女子單打 | －               | 準決賽 |
| 2017年 | 保加利亞羽毛球國際賽   | 未來系列賽 | 女子單打 | －               | 準決賽 |
| 2017年 | 以色列夏瑣羽毛球國際賽 | 未來系列賽 | 女子單打 | －               | 亞軍   |

| 2007-2017年 | 首要超級賽 | 超級賽 | 黃金大獎賽 | 大獎賽 | 國際挑戰賽 | 國際系列賽 | 未來系列賽 | 其他 |

| 2018-2026年 | 總決賽 | 超級1000賽 | 超級750賽 | 超級500賽 | 超級300賽 | 超級100賽 | 國際挑戰賽 | 國際系列賽 | 未來系列賽 | 其他 |

### 奧運會和世錦賽參賽紀錄
|          | 2008 | 2009 | 2010 | 2011 | 2012       | 2013 |
| -------- | ---- | ---- | ---- | ---- | ---------- | ---- |
| 女子單打 | 32強 | 64強 | －   | －   | 小組第三名 | 48強 |